# Општина Лерешти (Арђеш)
Лерешти (рум. Lereşti) општина је у Румунији у округу Арђеш.
Oпштина се налази на надморској висини од 687 m.